# Герман (Копцевич)
Архиепископ Герман (в миру Григорий Копцевич; 1685, Речь Посполитая — 25 июля 1735) — епископ Русской православной церкви, архиепископ Архангелогородский и Холмогорский. Богослов.

## Биография
Родился в 1685 году в землях Речи Посполитой. Происходил из шляхетства.
О Киево-Печерской Лавре он отзывался, как о месте, «идеже он и братия его воспитаны». Первоначально он обучался в Киевской Академии, а потом слушал философию и богословие во Львове.
На 30-м году от роду он был пострижен в Киево-Печерской Лавре.
В Киеве он выступал в качестве проповедника и был «определен для управления Киево-Печерской типографией».
В 1721 году ректор Московской Академии Феофилакт Лопатинский ходатайствовал перед Синодом о присылке Копцевича в числе других Киевских учёных монахов для занятия учительских должностей в Московской Академии. Киево-Печерский архимандрит Иоанникий указывал на то, что Копцевич «зело болен горячкою и глазами мало что видит», и просил для него полугодовой отсрочки. Когда в июне 1722 году Копцевич приехал в Москву, оказалось, что Киево-Печерский архимандрит не преувеличил его болезненного состояния. Ректор Гедеон Вишневский нашёл Германа «немоществующим главною очною болезнью» и просил определить его «к господину доктору Николаю Ламбертовичу Быдлу или к иному, на очной болезни добре знающемуся…, чтоб и впредь мог угоден быть к трудам школьным».
После лечения в Московском госпитале Герман приступил к преподаванию в Московской Академии: в 1726 году он за болезнью префекта Платона Малиновского преподавал философию, а с сентября 1727 года богословие.
В августе 1728 года Герман был назначен ректором Академии и архимандритом Заиконоспасского монастыря. Герман нашёл Академию не с полным комплектом учащихся вследствие уклонения от учения детей священно-церковнослужительских и запрещения в 1728 году приёма в Академию солдатских и крестьянских детей, и в 1730 году счёл своим долгом донести Синоду, что «число учеников во всей Академии зело умалилось и учения распространение пресекается», и просил «о милостивом призрении ко оной Академии, дабы преподаяние учения во оной Академии за умалением числа учеников не пресекалося и ему в молчание и нерадение не причлось».
Помимо исполнения ректорских обязанностей Герману приходилось тратить время на разных иноверцев, которые присылались к нему «для достодолжного и совершенного в познании православной веры наставления» и крещения, причём он иногда имел дело с особенно не поддававшимися обучению татарами, башкирцами и даже персиянами. Не лёгким бременем для него было и хозяйство небогатого Заиконоспасского монастыря, причинявшее настоятелю много хлопот и неприятностей. Братия и вкладчики Московского Покровского монастыря, приписанного к Заиконоспасскому, подали на Германа прошение в «обидах» и поборах деньгами, скотом, овощами и разными мелочами, вроде какого-то «котла медного», в том, что «с отдаточной монастырской земли и с часовен брал себе рублёв по 200 и больше» и, между прочим, «взял в Спасский монастырь яблонных прививных дерев сто с два и больше». Герман утверждал, что берёт с Покровского монастыря только капусту и свеклу «и то без обиды», и сами покровские монахи, несмотря на противоположное мнение иеродиакона Александра и вкладчиков, признали, что им «никакой обиды не чинится, но и паче их монастырь от Спасскаго в защищении и оберегательстве соблюдается». Несмотря на это, в конце концов Покровский монастырь был отписан от Заиконоспасского.
В 1729 году по доносу ученика Академии и повара было возбуждено против Германа грязное дело, но доносчики, как клеветники, были наказаны плетьми, и постановлено было Синодом «дело запечатать, чтобы ни от кого напрасно ругательства не происходило».
13 апреля 1731 года Высочайшим указом повелено было Германа «посвятить в архиереи в Холмогоры».
2 мая 1731 года Герман был хиротонисан в Московском Успенском соборе и 16 июня при отпуске его на епархию получил сан архиепископа и титул Архангелогородского и Холмогорского вместо прежнего титула Холмогорского и Важского. По приезде в епархию Герман прежде всего озаботился ремонтом кафедрального собора и архиерейского дома и исходатайствовал сумму на поправку ветхостей, доходивших до того, что во время дождя в доме «никуда нельзя было укрыться», а в соборе «крыша давала течь и служить было невозможно». Особенно заботился Герман о развитии и процветании основанной в 1727 году епископом Варнавою семинарии. Герман пробыл в Холмогорской епархии всего 4 года.
30 июля 1735 году Герман был вызван на чреду в Санкт-Петербург, но прежде, чем состоялся этот указ, он скончался 25 июля (по донесению архиерейского казначея, 24-го) в 6 часов по полуночи и был погребён «при гробах прежних преставльшихся Архангелогородских архиереев» в Холмогорском Преображенском кафедральном соборе.
По завещанию, составленному 8 июля 1735 года, у Германа оказалось денег тысяча рублей; лучшие рясы он завещал Феофану Прокоповичу и его ближайшим клевретам Леониду Крутицкому и Питириму Нижегородскому, что указывает на его хорошие отношения к влиятельнейшим членам Синода.